# José Manuel Rodríguez Ortega
José Manuel Rodríguez Ortega (Almeria, 13 de desembre de 1972) és un exfutbolista andalús, que ocupà la posició de defensa.

## Trajectòria
Després de destacar a les files de l'Almería CF, al mercat d'hivern de la temporada 95/96 és fitxat per l'Albacete Balompié. Eixe any el conjunt manxec baixaria a Segona, però Ortega es faria un lloc tot jugant 18 partits i marcant un gol.
El defensa va ser un dels jugadors clau de l'Albacete en la segona meitat de la dècada dels 90, tot disputant un centenar de partits. L'estiu del 2000 fitxa pel Real Jaén, també a la categoria d'argent, on romandria dues campanyes abans de tornar a l'Almeria. En aquesta segona etapa hi estaria dos anys, jugant fins a 42 partits.
A partir del 2004, la carrera d'Ortega segueix per equips menors: Algesires (04/05), Águilas (05/07), Roquetas (07/08) i Comarca de Níjar (08).